# La Farga de l'Olivet
La Farga de l'Olivet o simplement la Farga és un forn per elaborar metalls apoc menys d'un km al sud del nucli de Maçanet de Cabrenys (l'Alt Empordà). Es tracta d'una tipologia de forn dedicat a l'elaboració de metalls característic del segle xix. Aquest es conserva parcialment dempeus. L'estructura quadrangular s'alça en murs paredats i diferents tipologies de maons, amb sostre a dues aigües (desaparegut), arcs interiors i a l'exterior un petit aqüeducte per on passava l'aigua i restes de la bassa.
El 1821, Jaume Olivet, hisendat, i Felip Delclòs, botiguer, van formar una societat, amb l'objecte d'explorar el terreny, a la recerca de mineral de ferro. El 1830, després de sondejar en uns quants llocs, van descobrir un mener, prop de can Camps, a Montdevà, en terme de Sant Llorenç de la Muga, prou important, per rendibilitzar-ne l'explotació. Al mateix temps, Jaume Olivet i Rufet, anava construint una farga, a tocar l'Arnera, al Solà de l'Olivet. El 1831, un cop enllestida la farga, Felip Delclòs, va acceptar desfer la companyia, a canvi de tenir l'exclusiva del transport del mineral, amb quatre matxos, a més d'un tant per càrrega. El febrer del mateix any, l'Olivet va nomenar administrador de la farga a Damià Benazet, negociant de Maçanet, que tenia una llarga experiència en la gestió de fargues al Vallespir. Va funcionar fins al 1872.